# UTPA Broncs
UTPA Broncs o Texas–Pan American Broncs (español: Broncos de la Universidad de Texas–Pan American) era el nombre de los equipos deportivos de la Universidad de Texas–Pan American, situada en Edinburg, Texas. Los equipos de los Broncs participaban en las competiciones universitarias organizadas por la NCAA formando parte de la Western Athletic Conference.
En 2015, la Universidad de Texas–Pan American se fusionó con la Universidad de Texas en Brownsville y sus equipos se incorporaron como University of Texas Rio Grande Valley Vaqueros. 

## Programa deportivo
Los Broncs competían en 7 deportes masculinos y en 8 femeninos:
| - Masculino - Cross - Baloncesto - Béisbol - Fútbol - Atletismo - Tenis - Golf | - Femenino - Cross - Baloncesto - Voleibol - Fútbol - Atletismo - Tenis - Golf - Voleibol |

## Instalaciones deportivas
- UTPA Fieldhouse. Pabellón de los equipos de baloncesto y voleibol. Fue construido en 1969 y renovado en diversas ocasiones, la última en 2013, con una capacidad para 2.500 espectadores.[1]
- Edinburg Stadium. Estadio del equipo de béisbol. Fue inaugurado en 2001 con una capacidad de 4.000 espectadores, ampliable hasta 16.000 para conciertos y otros eventos.[2]